# Heiner Braasch
Heiner Braasch († 29. April 1982) war ein Hamburger Reeder und Finanzmakler, dessen 1969 gegründete Schifffahrtsunternehmensgruppe um das Hamburger Seereederei-Kontor Braasch & Hahlbrok Mitte der 1970er Jahre wegen zahlreicher Betrügereien zusammenbrach.

## Geschichte
Heiner Braasch, der zuvor als Finanzmakler für die Investors Overseas Services (IOS) gearbeitet hatte, gründete 1969 gemeinsam mit Hermann Hahlbrok eine als Steuerabschreibungsgesellschaft arbeitende Reederei. Das Unternehmen warb in der folgenden Zeit mehr als 140 Millionen DM von rund 2000 Kommanditisten ein, mit denen Schiffskommanditgesellschaften gegründet wurden. Die Schiffsnamen begannen, so sie nicht einen Charternamen erhielten, durchgehend mit dem Wort „Hamburger“, dem ein nachgestellter Begriff folgte. Registriert wurden die Schiffe in Lübeck, durch dessen Lage im Zonenrandgebiet eine zusätzliche Zonenrandförderung geltend gemacht werden konnte – eine Praxis, die sich aufgrund des Hamburger Unternehmenssitzes später als Betrug herausstellte.
Die ersten Ankäufe waren die drei Schwesterschiffe Heinrich Udo Schulte, Thomas Schulte und Angelica Schulte der Himing-Klasse, die 1969 von der Reederei Bernhard Schulte übernommen und auf die Namen Hamburger Tor, Hamburger Burg und Hamburger Michel umgetauft wurden. Darauf folgte ein größeres Gebrauchtschiff, die Cap Verde der Reederei Hamburg-Süd, die zunächst ohne Umbenennung in Rückcharter weiterbetrieben wurde (später Hamburger Brücke).
Ab 1970 wurden ganze Serien von Neubauten übernommen. Durch Vermittlung der Hamburger Reederei Barthold Richters wurden 1968 und 1969 zwei Einheiten des Schiffstyps Neptun 381 beim volkseigenen Außenhandelsbetriebs Schiffscommerz geordert, die Hamburger Wall und die Hamburger Damm. Die Kaufverträge wurden mit Hilfe der Rostocker Bauwerft pro Schiff um rund 800.000 DM zu hoch angegeben, wodurch Braasch die Differenz auf eigene Konten umleiten konnte. Dazu kamen drei Trampko-Mehrzweckfrachter der Lübecker Werft Orenstein & Koppel, die Hamburger Fleet, Hamburger Dom und Hamburger Senator. Beim niederländischen Konzern Verolme Verenigde Scheepswerven (kurz darauf Rijn-Schelde-Verolme) bestellte Braasch die Schüttgutfrachter Hamburger City, Hamburger Flagge und Hamburger Wappen. Von den Verolme-Schiffen wurde eines noch vor der Fertigstellung und eines kurz nach der Ablieferung wieder verkauft.
Das Hamburger Seereederei Kontor bereederte und befrachtete die Schiffe. Innerhalb der Tochterunternehmen der Unternehmensgruppe kam es zu Steuerhinterziehung, Betrug und Untreue. So wurden vielerlei künstliche Kosten, beispielsweise durch Provisionen produziert. Mithilfe seines Bruders Holger Braasch, der in London eine Bemannungsagentur leitete, konnten beispielsweise weit überhöhte Heuern für die Schiffsbesatzungen abgerechnet werden. Ende 1972 kam es zu ersten Anzeigen von Geldgebern, später gründeten die zahlreichen Geschädigten eine Schutzgemeinschaft. 1974 floh Braasch schließlich aus Deutschland und wählte seine künftigen Wohnsitze in Ländern, die ihn trotz Haftbefehl nicht auslieferten. Aus dem Ausland betrieb Braasch weiter Schifffahrtsgeschäfte. Am 29. April 1982 wurde Heiner Braasch auf seinem Anwesen in der Dominikanischen Republik erschossen.

## Die Schiffe des Hamburger Seereederei-Kontor (Auswahl)
| Reedereiflotte des Hamburger Seereederei-Kontor | Reedereiflotte des Hamburger Seereederei-Kontor | Reedereiflotte des Hamburger Seereederei-Kontor | Reedereiflotte des Hamburger Seereederei-Kontor | Reedereiflotte des Hamburger Seereederei-Kontor                                                                                         | Reedereiflotte des Hamburger Seereederei-Kontor |
| Bauname                                         | Bauwerft/ Baunummer                             | IMO-Nummer                                      | Ablieferung                                     | Auftraggeber | Spätere Namen und Verbleib |
| ----------------------------------------------- | ----------------------------------------------- | ----------------------------------------------- | ----------------------------------------------- | --- | --- |
| Heinrich Udo Schulte                            | Lindenau/ 105                                   | 5145958                                         | Juni 1957                                       | Bernhard Schulte, Hamburg | 1970 an Braasch, Hamburger Michel, 1972 verkauft, Naimbana, 1978 Hoe Onn, 1986 First Lady, 1991 in Kalkutta verschrottet (andere Quelle 1992/93) |
| Thomas Schulte                                  | Lindenau/ 106                                   | 5359547                                         | 28. September 1957                              | Bernhard Schulte, Hamburg | 1969 an Braasch, Hamburger Burg, 1972 verkauft, Cape Sable, am 17. Dezember 1972 auf der Reise von Antwerpen nach Algier Ladung im Schlechtwetter verrutscht und in Position 43,2°N; 009,2°W gesunken – 13 Tote |
| Angelica Schulte                                | Lindenau/ 110                                   | 5017292                                         | 29. September 1958                              | Bernhard Schulte, Hamburg | 1969 an Braasch, Hamburger Tor, 1972 verkauft, Cape Cod, 1978 Toufic, 1986 Loucy, 1987 Karo, 1987 Loucy, 1989 Boucy, ab 11. November 2000 in Bombay verschrottet |
| Cap Verde                                       | Flender/ 461                                    | 5060861                                         | 7. März 1956                                    | Rud. Aug. Oetker, Hamburg | 1969 an Braasch, Hamburger Fleet, 1969 Hamburger Brücke, 1972 verkauft, Catherine S, am 31. Dezember 1979 zum Abbruch nach Kaohsiung (Abbruch ab Mai 1980 bei Yih Shen Steel Enterprises) |
| Hamburger Wall                                  | Neptun/ 381                                     | 7014115                                         | Juli 1970                                       | Heiner Braasch Schiffahrts Gesellschaft MS „Hamburger Wall“ KG, Lübeck (Barthold Richters Reederei)                                     | 1970 Sparreholm 1971 Hamburger Wall, 1973 Lloyd Philadelphia, 1975 Dafra Trader, 1978 Spetses Island, 1982 Jowaki, 1986 Salt, am 24. Dezember 1983 in Aqaba aufgelegt und am 19. März 1986 in Gadani zum Abbruch eingetroffen |
| Hamburger Damm                                  | Neptun/ 382                                     | 7030937                                         | 14. November 1970                               | Heiner Braasch Schiffahrts Gesellschaft MS „Hamburger Damm“ KG, Lübeck (Barthold Richters Reederei)                                     | 1970 Tasco, 1971 Hamburger Damm, 1972 Lloyd New York, 1975 Eastern Street, 1977 Brittenburg, 1980 Helene Presthus, 1982 Polwind, 1987 Sunwind, 1989 Bagatel, 1992 Wind Trader, 1992 MSC Marina, Abbruch ab 19. Juni 2002 durch Y.S. Investments in Alang |
| Hamburger Fleet                                 | O&K/ 672                                        | 7023960                                         | 2. Oktober 1970                                 | Heiner Braasch Seereederei Ges. MS „Hamburger Fleet“ & „Hamburger Brücke“ KG (Seereederei Kontor Braasch & Hahlbrok KG), Lübeck         | 1975 Eastern Lake, 1977 Georg Kurz, 1985 A.G. Georgios, 1987 Alexander, 1991 Potencial, 1997 |
| Hamburger Dom                                   | O&K/ 677                                        | 7104362                                         | 16. Juli 1971                                   | Heiner Braasch Seereederei MS „Hamburger Dom“ KG (Hamburger Seereederei Kontor Braasch & Hahlbrok KG), Lübeck                           | 1972 Cape Ray, 1978 Marianne Roth, 1986 Annamaria Elle, 1987 New Hailee, 1995 Jielong Ace, 1996 Zi Jin Shan |
| Hamburger Senator                               | O&K/ 682                                        | 7109001                                         | 11. September 1971                              | Heiner Braasch Kauffahrtei Reederei Gesellschaft MS „Hamburger Senator“ KG (Hamburger Seereederei Kontor Braasch & Hahlbrok KG), Lübeck | Oktober 1978 in Rotterdam versteigert, Illerberg, 1986 Xin Hai Yue |
| Hamburger City                                  | Verolme Cork/ 838                               | 7211476                                         | 29. Juli 1972                                   | Heiner Braasch Reederei, Hamburg/ Flensburger Übersee Schiffahrts Ges. Jacob mbH & Co. KG, Flensburg                                    | 1970 Babette Jacob, 1982 Fjord Bridge, 1986 Pisa, 1987 Ismenios, 1993 Rova, am 18. September 1997 in Alang zum Abbruch eingetroffen |
| Hamburger Wappen                                | Verolme/ 856                                    | 7233632                                         | 16. März 1973                                   | Heiner Braasch Kauffahrtei Reederei Gesellschaft MS „Hamburger Wappen“ KG (Hamburger Seereederei Kontor GmbH), Lübeck                   | 1977 Capetan Manolis Hazimanolis, Anfang 1978 in Hamburg zum Containerschiff umgebaut, 1979 Seatrain Baltimore, 1981 Capetan Manolis Hazimanolis, 1981 Nedlloyd Everest, 1982 Capetan Manolis Hazimanolis, 1983 Nedlloyd Everest, 1992 DSR African Star, 1992 Capetan Manolis Hazimanolis, 1994 MSC Laurence, 1995 Nedlloyd Inca, 1997 MSC Rio Grande, 2001 Capetan Manolis Hazimanolis, August 2001 verschrottet |
| Hamburger Flagge                                | Verolme/ 850                                    | 7327926                                         | 5. November 1973                                | Heiner Braasch Schiffahrts Ges. MS „Hamburger Flagge“ KG (Hamburger Seereederei Kontor GmbH), Lübeck                                    | 1977 Barendrecht, 1978 Arabian Unity, 1979 Barendrecht, 1980 Ocean Trader, 1982 Hapag Lloyd Express, 1982 Nalo Express, 1986 Viamala, 1990 CMB Marabou, 1990 Viamala, 1990 MSC Lucy, 2002 in Alang abgebrochen |
| Lloyd’s Register, Equasis, grosstonnage         |                                                 |                                                 |                                                 | | |